# مارک جیرادون
مارک جیرادون (انگلیسی: Marc Giraudon؛ زادهٔ ۲۲ ژوئیهٔ ۱۹۸۰) بازیکن فوتبال اهل فرانسه است.
از باشگاه‌هایی که در آن بازی کرده‌است می‌توان به باشگاه فوتبال استاد رنس و باشگاه فوتبال کلرمون فوت اشاره کرد.